# فيكتور كوك
فيكتور كوك (بالإنجليزية: Victor Cook)‏ (و. م) هو كاتب سيناريو، ومخرج أفلام، ومخرج تلفزيوني، ومنتج أفلام، ورسام رسوم متحركة أمريكي، ولد في الولايات المتحدة.

## وصلات خارجية
- فيكتور كوك على موقع IMDb (الإنجليزية)
- فيكتور كوك على موقع ألو سيني (الفرنسية)
- فيكتور كوك على موقع قاعدة بيانات الأفلام السويدية (السويدية)
- فيكتور كوك على موقع قاعدة بيانات الفيلم (الإنجليزية)
- فيكتور كوك على موقع كينوبويسك (الروسية)

- فيكتور كوك في قاعدة بيانات الأفلام على الإنترنت